# Raitenbucher Schloss

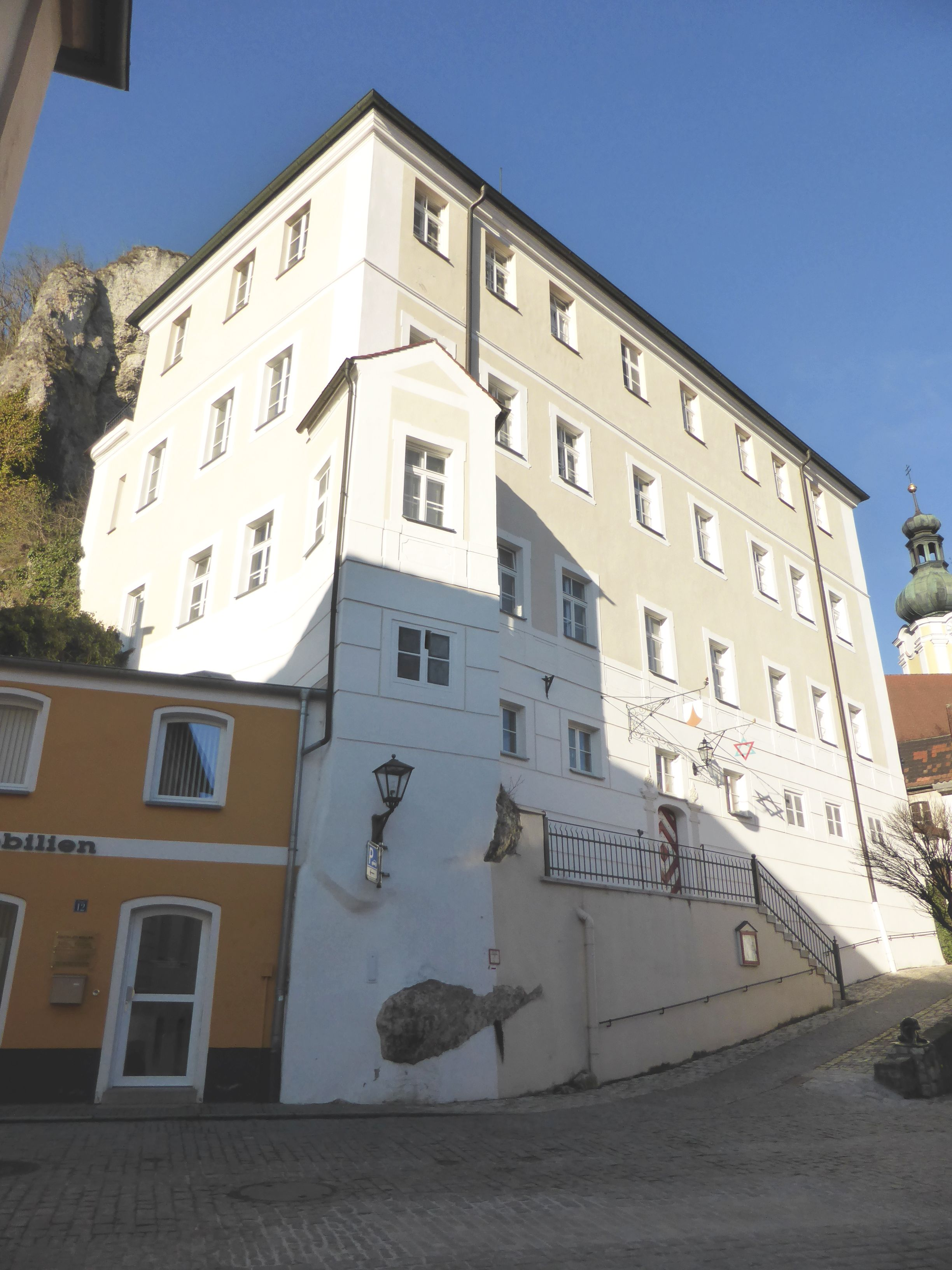
Raitenbucher Schloss in Kallmünz

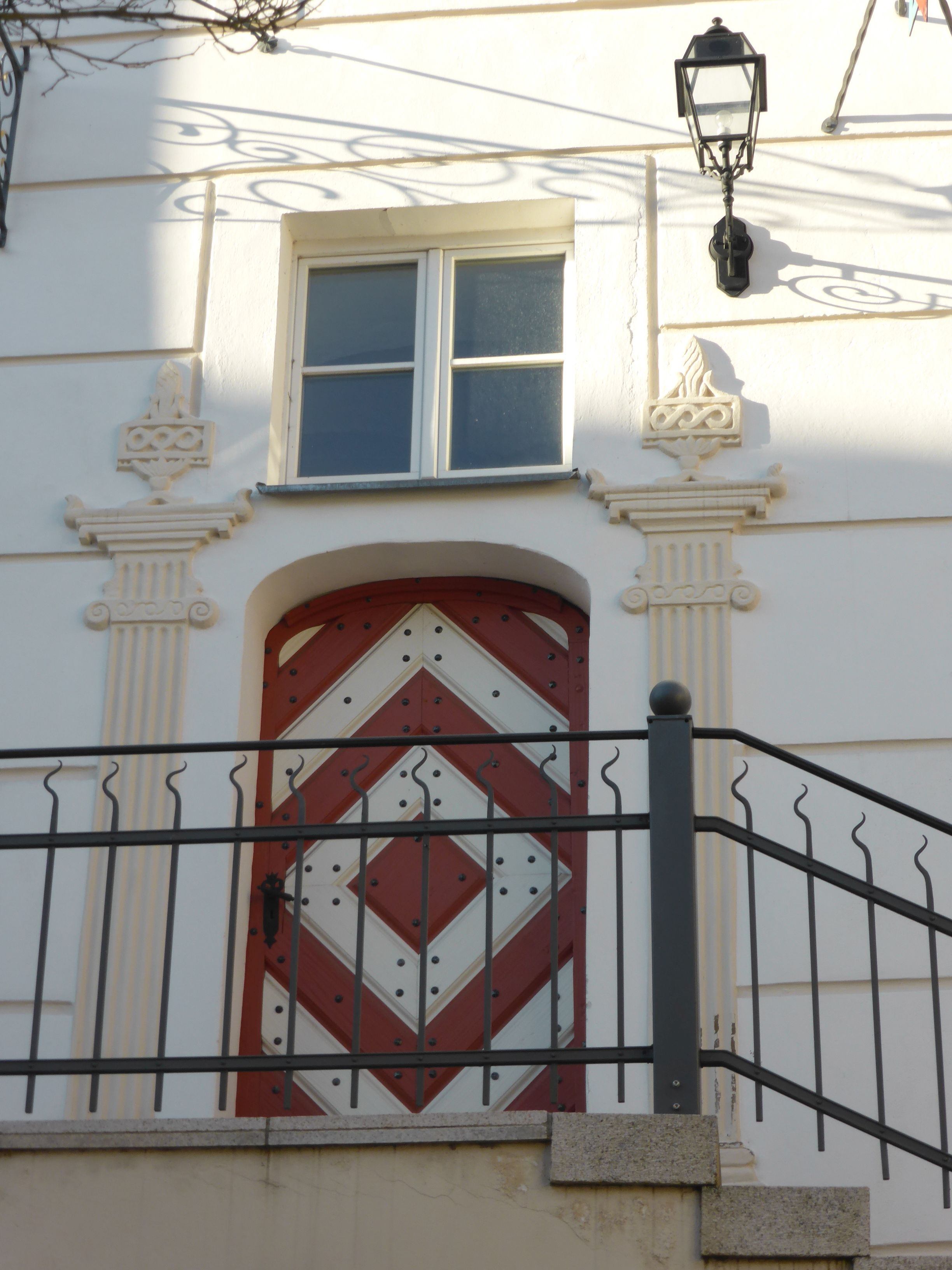
Portal

Das Raitenbucher Schloss (bisweilen auch nur  Raitenbucher Haus  genannt) ist ein denkmalgeschütztes Gebäude in der Vilsgasse 10 des oberpfälzischen Marktes Kallmünz im Landkreis Regensburg (Bayern).

## Geschichte
In Kallmünz war dieses ehemalige Burggut im Besitz derer von Raitenbuch. 1341 befreite Ludwig der Bayer seinen Hofmeister Heinrich von Raidenbuch über dessen Sitz zue callmünz von Steur, raiß (= Kriegszug), schwarwerckh und verlieh ihm das Recht, mit rotem Wachs zu siegeln. 1514 wird der Edelsitz in der pfalz-neuburgischen Landtafel erwähnt, 1575 bis 1599 in Verbindung mit dem Landsassengut Arlesberg. 1600 heißt es: Das Raitenbuecher Hauß zu Calmüntz; Edlmannssitz; Ein Hauß vnnd Purckhgueth zu Callmünz in denn Marckht hinter der Kürchen am Schloßberg.  1727 wird von der Hoffmarckh Marckstetten und Rittergut zu Callmünz mit Schloß zu Callmünz gesprochen.
1283 wurde Kallmünz Sitz eines Landgerichtes des 1255 entstandenen  Herzogtums Oberbayern. Das Landgericht tagte im Raitenbucher Schloss. Da erst die notwendigen Amtsräume für Richter und Gerichtsdiener geschaffen werden mussten, beginnen die Einträge zu diesem Landgericht erst 1323. Zu dem Gerichtsgebäude gehörte auch ein Gerichtsdienerhaus mit Gefängnis, die sogenannte Keuche.
Hier tätige Landrichter sind ab 1300 bezeugt. Die Liste beginnt mit Hainrich von Sigenheim (1300) und endet mit Franz Sigmund Freiherr von Wildenau (1772), Pfleger zu Burglengenfeld, Kallmünz und Schmidmühlen.
1804 wurden die 15 pfalzneuburgschen Landgerichte auf acht verringert und Kallmünz mit Burglengenfeld vereinigt. Das Raitenbucher Schloss wurde 1806 von der Marktgemeinde Kallmünz von dem Hofmarksherren von Fleischmann zu Markstetten erworben und als Schulgebäude adaptiert. Die Keuche wurde an eine Privatperson verkauft.
In den 1990er Jahren nutzte die Gemeinde Kallmünz das Schloss für Sozialwohnungen. Heute wird das renovierte Gebäude als Hotel genutzt. Das renovierte Gebäude erhielt 2013 den Denkmalpreis der Hypo-Kulturstiftung.

## Raitenbucher Schloss einst und jetzt
1805 wurde der heute noch erhaltene straßenseitige Zugang mit der Außentreppe geschaffen. 1885 wurde das Gebäude um ein Stockwerk erhöht, um weitere Schulräume zu schaffen. Das Raitenbucher Schloss ist deshalb ein viergeschossiger Walmdachbau mit einem Eckerker. Es ist mit einer Stuckgliederung (Sockelrustika mit Brüstungsfeldern und Ecklisenen) aus dem 17. Jahrhundert versehen. Das Sockelgeschoss wurde unmittelbar auf gewachsenem Fels errichtet. Im Erdgeschoss befinden sich Gewölbe.